# Захаревич, Юлиан

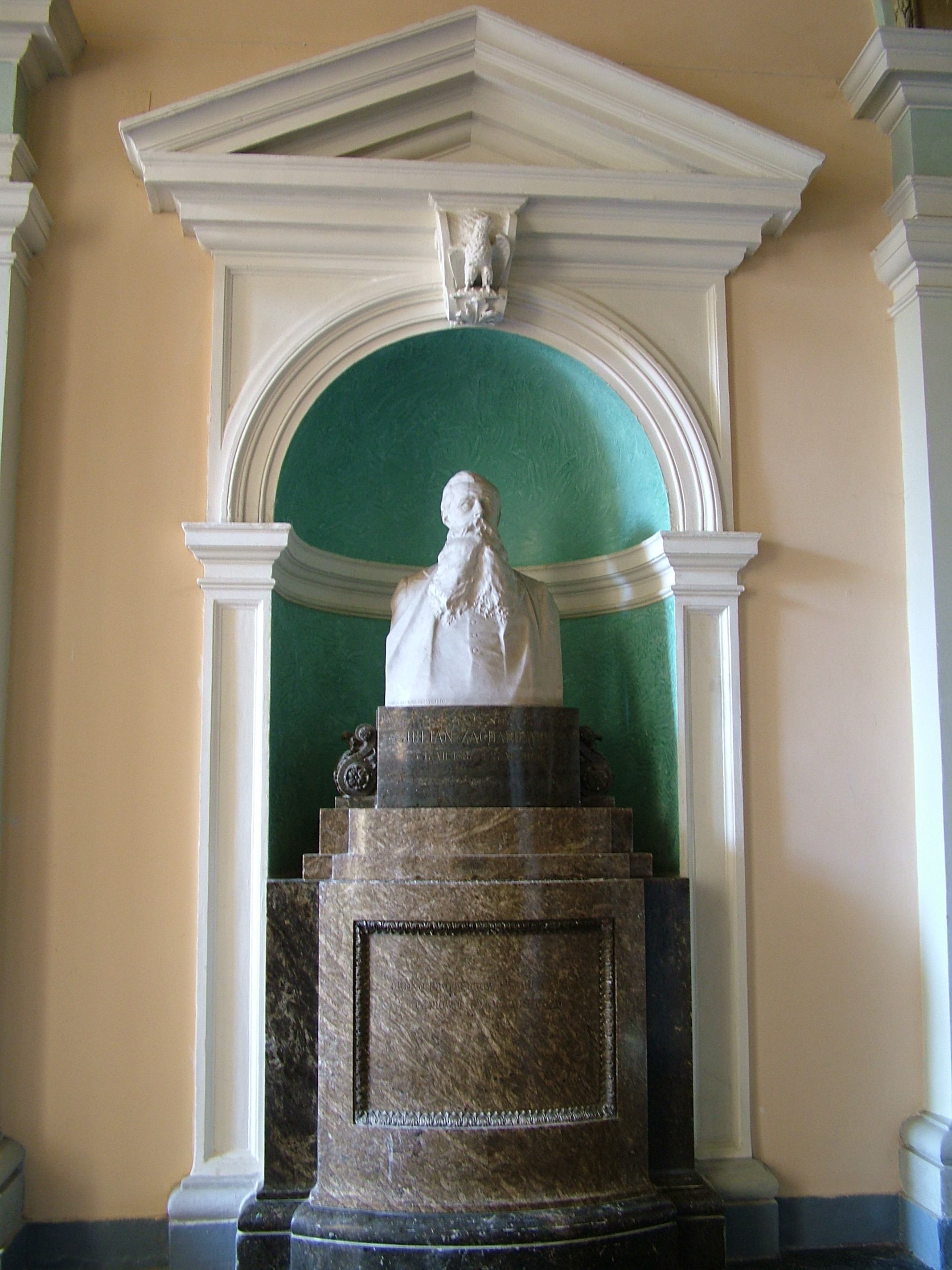
Бюст Юлиана Захаревича в вестибюле главного корпуса Национального университета «Львовская политехника»

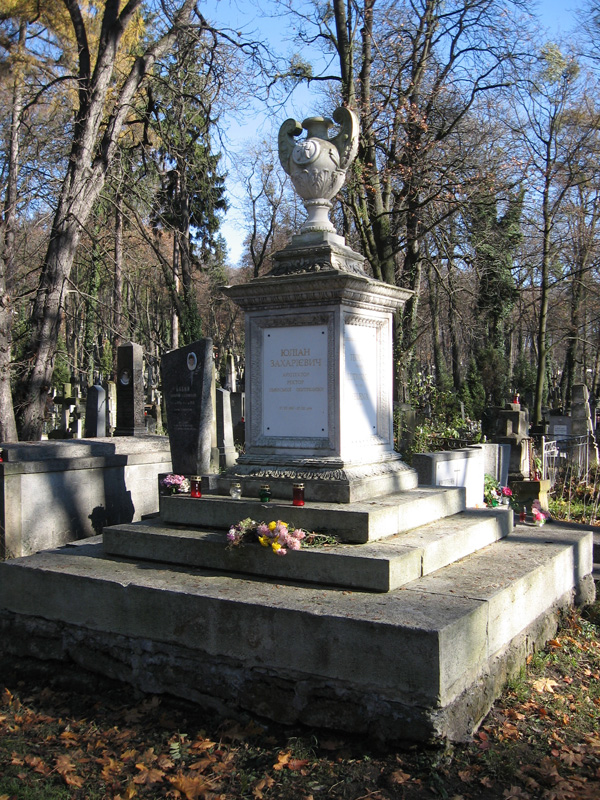
Надгробие на могиле Юлиана Захаревича

Юлиа́н Октавиа́н Захаре́вич (пол. Juljan Oktawjan Zachariewicz) (17 июля 1837, Львов, Австрийская империя — 27 декабря 1898, Львов, Австро-Венгрия) — известный австро-венгерский архитектор, основатель Львовской архитектурной школы, которая определяла архитектурное лицо Львова во половине ХІХ — начале XX веков, первый ректор Львовской политехники.

## Биография
Учился во Львове в Технической академии (ныне — Львовская политехника), профессиональное образование получил в Вене (Академия искусств). С 1871 года профессор, заведующий кафедрой архитектуры Львовской политехники. В 1881—1882 годах — ректор Политехники.
Юлиан Захаревич проектировал и строил главный корпус Львовской политехники (в те времена — Львовская политехническая школа, ныне улица С.Бандеры, 12) в 1873—1877 годах и корпус Химической лаборатории (нынешний химический корпус Львовской политехники, площадь Святого Юра, 9) — завершённый в 1876 году.
По проектам Ю. Захаревича в Львове также построены: Галицкая сберегательная касса (1888—1891), где ныне разместился Музей этнографии и художественных промыслов (проспект Свободы, 15); мастерская-особняк художника Я.Стыки (1889—1890), где ныне расположен музей О.Новаковского (ул. Листопадового Чина, 11); ряд вилл и особняков для деятелей науки и культуры в львовском районе Новый Свет.
Кроме того, по его проектами и при его участии был отреставрирован ряд культовых сооружений: костёл и монастырь сестёр францисканок (1876—1888, ул. Лысенко, 43); костёл Иоанна Крестителя (1886—1887), теперь Музей истории города Львова; костёл Марии Снежной (1888—1892) на площади Ярослава Осмомысла, костёл Марии-Магдалены (1889, теперь зал органной музыки).
Юлиан Захаревич построил либо отреставрировал также много известных сооружений в других городах. Автор перестройки Стрыйского костёла и Червоногрудского замка, строитель черновицкого Темпля.
Вместе с И.Левинским и А.Каменнобродским был пионером создания во Львове комплексных архитектурно-строительных компаний.
Учитывая заслуги перед городом получил приложение к фамилии Львигруд. Отец львовского архитектора и предпринимателя Альфреда Захаревича.
Похоронен во Львове на Лычаковском кладбище. Его именем в 1990-х годах была названа улица в районе Новый Свет, в котором им было построено много зданий.